# Allium karyeteini
Allium karyeteini — вид трав'янистих рослин родини амарилісові (Amaryllidaceae), поширений у південній Туреччині й Сирії.

## Поширення
Поширений у південній Туреччині й Сирії.